# Кабат, Элвин
Элвин Кабат (Elvin Abraham Kabat; 1 сентября 1914, Манхэттен, Нью-Йорк — 16 июня 2000, Север Фолмут, штат Массачусетс) — американский микробиолог и иммунолог, вместе со своим учителем Майклом Хайдельбергером основоположник современной количественной иммунохимии.
Эмерит-профессор Колумбийского врачебно-хирургического колледжа, член Национальной академии наук США (1966).
Удостоен Национальной научной медали США (1991).

## Биография
Родился в семье выходцев из Восточной Европы, в 1908 году его отец сменил свою фамилию Kabatchnick. В 15 лет поступил в Городской колледж Нью-Йорка и окончил его по химии в 1932 году. Уже на следующий год поступил на работу в лабораторию Michael Heidelberger, чьим первым аспирантом затем стал в Колумбийском врачебно-хирургическом колледже (в 1937 году получил под его началом степень доктора философии по биохимии), и с которым сотрудничал вплоть до его кончины в 1991 году. В 1977 году оба учёных разделили премию Луизы Гросс Хорвиц Колумбийского университета. С 1937 по 1938 год как рокфеллеровский стипендиат прошёл постдокторскую подготовку у Арне Тиселиуса, впоследствии нобелевского лауреата, в Институте физической химии Уппсальского университета (Швеция). По возвращении в Нью-Йорк три года преподавал в медицинском колледже Корнеллского университета, после чего в 1941 году поступил в Колумбийский врачебно-хирургический колледж как исследовательский ассоциат по биохимии, с 1946 года там же ассистент-профессор, спустя ещё два года ассоциированный профессор, с 1952 года профессор микробиологии, с 1983 года именной (Higgins Professor) и с 1985 года эмерит. Член Американской академии искусств и наук (1966).
С 1961 по 1965 год ассоциированный редактор Journal of Immunology и затем по 1977 год член редколлегии журнала.
С 1965 по 1966 год президент Американской ассоциации иммунологов (American Association of Immunologists).
Отмечен также Eli Lilly Award in Bacteriology and Immunology (1949) и American Association of Immunologists Lifetime Achievement Award (1995), её высшим отличием. В 1974—1975 гг. стипендиат Фогарти Национальных институтов здравоохранения.
Автор более 470 публикаций, книг Blood Group Substances—Their Chemistry and Immunochemistry (1956), Kabat and Mayer’s Experimental Immunochemistry (1961), Structural Concepts in Immunology and Immunochemistry (1976), а также выдержавшей пять изданий серии Sequences of Proteins of Immunological Interest (последнее издание которой перед появлением соответствующего веб-сайта вышло в 1991 году, а вместе их называют предшествующими базе данных GenBank).

## Личная жизнь
Женился в 1942 году на канадской художнице Салли Ленник. Вместе они воспитали 9 детей, старший из которых – врач и тренер по техникам внимательности Джон Кабат-Цинн.